# Dear White People (film)
Dear White People è un film del 2014 diretto da Justin Simien. Il film si concentra sull'escalation delle tensioni razziali in una scuola fittizia e prestigiosa dal punto di vista di molti studenti neri.
Il film è stato presentato in anteprima nella categoria drammatica al Sundance Film Festival il 18 gennaio 2014. Il film è uscito nei cinema statunitensi il 17 ottobre 2014.
Da questo film è stata tratta la serie del 2017 Dear White People.

## Trama
Samantha White è una studentessa di media arts alla Winchester University, una prestigiosa scuola prevalentemente bianca. Con il suo programma radiofonico acuto e spiritoso Dear White People e il suo libro auto-pubblicato Sam provoca scalpore tra l'amministrazione e il corpo studentesco allo stesso modo, criticando i bianchi e le trasgressioni razziste a Winchester.
Quando Sam vince le elezioni per diventare il capo della casa di Armstrong/Parker, la casa afroamericana nel campus, le tensioni aumentano. Nel vincere le elezioni, sconfigge il suo ex fidanzato Troy Fairbanks, figlio del decano della scuola. Troy sogna di essere uno scrittore comico piuttosto che un avvocato, ma suo padre preferisce che non dia ai bianchi la possibilità di delinearlo. Lionel Higgins, uno studente gay nero, ha la possibilità di trovare finalmente il suo posto a Winchester venendo reclutato dalla più prestigiosa rivista studentesca della scuola per scrivere un pezzo su Sam e l'esperienza nera a Winchester. Quando Kurt, uno studente bianco e figlio del presidente della scuola, e il suo club hanno escogitato un tema di blackface per la loro festa annuale in risposta allo show di Sam, alla festa appaiono alcuni studenti neri, e ne consegue uno scontro che porta a una rissa.

## Produzione
Il film ha avuto un budget di 1 milione di dollari americani.

## Distribuzione
Dear White People ha incassato 5.4 milioni di dollari americani.

### Location
Le riprese principali sisono svolte a fine settembre 2013 nel Minnesota, tra cui l'Università del Minnesota e altre località di Minneapolis e Saint Paul, e a Los Angeles, incluso il campus dell'UCLA. Le riprese sono state completate in 19 giorni.

## Accoglienza

### Critica
L'aggregatore di recensioni Rotten Tomatoes ha assegnato al film un punteggio di approvazione del 91% basato su 124 recensioni, con un punteggio medio di 7,5 / 10. Su Metacritic il film ha un punteggio di 79 su 100, basato su 32 critici il che indica "recensioni generalmente favorevoli".

## Riconoscimenti

### Vinti
- Gotham Independent Film Awards nella categoria attore rivelazione - 2014
- Sundance Film Festival premio speciale della giuria - 2014
- Palm Springs International Film Festival nella categoria direttori emergenti - 2014
- Spirit Awards nella categoria migliore prima sceneggiatura - 2015

### Candidature
- Gotham Independent Film Awards premio per la regia (Bingham Ray) - 2014
- GLAAD Media Awards nella categoria miglior film della piccola distribuzione - 2015

## Nome
1. ↑   'Dear White People' Is A Satire Addressed To Everyone, su npr.org, NPR - Fresh Air, 16 ottobre 2014. URL consultato il 23 giugno 2017.
2. ↑   'Dear White People,' 'Fishing Without Nets' Will World Premiere At Sundance 2014 (Lineup Announced), su blogs.indiewire.com, IndieWire. URL consultato il 22 gennaio 2014 (archiviato dall'url originale il 6 febbraio 2014).
3. ↑   ‘Dear White People’ to premiere at Sundance, in The Washington Post. URL consultato il 22 gennaio 2014.
4. ↑   Sundance Award winner Dear White People releases first full trailer, su digitalspy.co.uk, Digital Spy. URL consultato il 14 settembre 2014.
5. ↑  (EN) Marlow Stern, ‘Dear White People’: How An Ex-Publicist’s Twitter Became One of the Year’s Most Important Films, in The Daily Beast, 30 ottobre 2014. URL consultato il 21 novembre 2018.
6. ↑   Dear White People (2014) - Financial Information, in The Numbers. URL consultato il 21 novembre 2018.
7. ↑   Watching "Dear White People" With a Bunch of White People at Sundance, su Complex. URL consultato il 9 ottobre 2017.
8. ↑  Justin Simien, public panel, Angelika Film Center, Dallas, Texas, 22 October 2014.
9. ↑  (EN) Dear White People (2014). URL consultato il 21 novembre 2018.
10. ↑   Dear White People. URL consultato il 21 novembre 2018.